# Ethan Freeman
Ethan Daniel Freeman (* 8. März 1959 in Mount Vernon, New York) ist ein US-amerikanischer Musicaldarsteller.

## Leben
Freeman studierte an der Universität Yale und an der Hochschule für Musik und Darstellende Kunst in Wien.
Freeman, dessen musikalischer Hintergrund eigentlich im Bereich der Oper liegt, ist seit 1981 in Europa tätig. Wichtige Rollen seiner Karriere sind zum einen die von ihm mit kreierten Rollen des Luigi Lucheni (Elisabeth, Wien 1992, Regie: Harry Kupfer), sowie des Kurt Korn (Finix, Wien 2003) und des Sheriff of Nottingham (Robin Hood – Für Liebe und Gerechtigkeit, Bremen 2005). Weiterhin übernahm er mehrfach die Titelrolle in Andrew Lloyd Webbers Phantom der Oper (Wien 1988, London 1994, Toronto 1997 und Essen 2006) und feierte große Erfolge in der anspruchsvollen Doppelrolle Jekyll & Hyde (Bremen 1999). Für die Darstellung in dieser Inszenierung wurde er von den Lesern der Fachzeitschrift Musicals zum besten männlichen Hauptdarsteller des Jahres 1999 gewählt.
Neben seinen Auftritten in Musicals singt Freeman als Solist in Konzerten und Fernsehshows. Er trat in zehn Ländern auf, darunter in der New Yorker Carnegie Hall und bei der Londoner Night of the Proms. Freeman sang diverse Programme auf Galareisen der Europa und singt regelmäßig bei der Sommernacht des Musicals in Dinslaken. Im Mai 2007 hatte sein erstes Soloprogramm Is this home Premiere in Oberhausen.
Er ist mit der Musicaldarstellerin Monika-Julia Dehnert verheiratet.

## Rollenübersicht
- You’re a good man, Charlie Brown (Amateur/Kinder-Produktion, 1969) (Regie Harvey Fierstien)
- Mass (Kennedy Center, Washington, 1981)
- The Begger’s Opera (Wien, 1983)
- Timuria, Kinder-Musical (Deutschland-Tournee, 1986) … als die Freude
- Elisabeth (Wien, 1992) … als Luigi Lucheni
- Candide (Innsbruck, 1993) … als Max
- Kismet (UK, 1993 BBC Concert) ... als Haj the Poet
- Die Schöne und das Biest (Wien, Europäische Erstaufführung 1995) … als Biest
- Les Miserables (London, 1997) … als Javert
- One Touch of Venus (London, 2000) … als Withlaw Savory
- Jekyll & Hyde (Bremen, 1999; Bremen, 2001; Klagenfurt, Wörtherseebühne, 2009) … als Jekyll & Hyde
- Jesus Christ Superstar (Tecklenburg, 2001) … als Pilatus
- Mozart! (Hamburg, Deutsche Erstaufführung, 2001; Freilichtspiele Tecklenburg, 2008) … als Leopold Mozart
- Vom Geist der Weihnacht (Berlin, 2002) … als Ebeneezer Scrooge
- Finix (Wien, 2003) … als Kurt Korn
- Fair Liberys Call (Hofstra University Theater New York, 2003)
- Cats (Hamburg, 1987; Berlin, 2003) … als Bustohper Jones, Gus und Growltiger
- Dracula (Basel, 2004; Tecklenburg, 2004) … als Dracula
- Evita (Schwäbisch Hall, 1993; Bremen, 2004 und 2005) … als Ché
- Robin Hood (Bremen, 2005) … als Sheriff von Nottingham
- Bonifatius – Das Musical (Fulda, 2005, 2006 und 2010; Bremen, 2006) … als Bonifatius
- Das Phantom der Oper (Wien, 1988; London, 1994–1995; Toronto, 1997; Essen, 2006) … als Phantom; (London, 1991) als Monsieur Andre mit 2. Besetzung Phantom
- Von Engeln & Dämonen (Bremen und Duisburg, 2007; Bremen, 2008)
- Die drei Musketiere (Stuttgart, 2006 und 2007 und Januar 2008) … als Kardinal Richelieu
- Marie Antoinette, Bremen (2009) … als Cagliostro
- Evita (Magdeburg, 2010) … als Juan Perón
- Tarzan (Hamburg, 2011) … als Kerchak
- Der Besuch der alten Dame (Thun, Juli–September 2013; Wien, ab Februar 2014) … als Klaus Brandstetter (Lehrer)/alt. Alfred Ill
- The Addams Family (Merzig und Bremen, 2014) … als Mel Beineke
- Aladdin (Hamburg, ab Dezember 2015) ... als Dschafar
- Sherlock Holmes – Next Generation (First Stage Theater Hamburg, ab Herbst 2022[1]) ... als Sherlock Holmes

## Diskographie
- 1996 With you
- 2008 Is this home